# Staphylier à trois folioles
Staphylea trifolia
Espèce
Classification phylogénétique
Le Staphylier à trois folioles (Staphylea trifolia) est une espèce d’arbre présente dans la partie orientale de l’Amérique du Nord.

## Habitat
Au nord, l’arbre est présent jusque dans les provinces canadiennes de l’Ontario et du Québec tandis qu’au sud il est présent jusqu’en Floride. À l’ouest, son aire d’extension s’étend jusqu’au Nebraska et en Arkansas.

## Description
Sa taille peut atteindre  11 m de haut. Ses feuilles sont opposées et découpées en trois folioles pouvant chacun atteindre 10 cm de long pour 5 cm de large.
Au printemps, il se couvre de fleurs blanches, suivies de fruits trilobés, vert tendre, en forme de vessies pendantes dans lesquelles apparaissent de grosses semences noires.